# DD News
DD News – indyjski kanał informacyjny, nadający 24 godziny. Został zatwierdzony przez Radę Ministrów Unii Europejskiej na posiedzeniu w dniu 3 października 2003. W następstwie tych decyzji DD News Channel został uruchomiony w dniu 3 listopada 2003.